# Grammatisk køn
Inden for grammatik (og generelt i lingvistik) bruger man begrebet grammatisk køn eller genus om et system af klasser, hvori navneord inddeles i efter deres bøjningsmønstre og kongruens i visse sprog. Det køn, som et navneord tilhører, bestemmer, hvordan ordet – og de andre ord der måtte være tilknyttet det (stedord, tillægsord osv.) – skal bøjes. Det betyder altså, at det, der gør, at ord tilhører det samme køn – "er af hankøn" eller "er af hunkøn" (osv.) – er, at de bøjes efter de samme mønstre eller kræver, at tilhørende stedord eller tillægsord antager samme former.
Grammatisk køn er principielt helt uafhængigt af det semantiske køn (også kendt som logisk køn, biologisk køn eller seksus), og selv om der i visse sprog godt kan være tendenser i retning af en systematisk sammenhæng, så er grammatisk køn ofte helt uden forbindelse til, hvad ordet henviser til. Således er fx tysk Mädchen intetkøn, selv om det betyder "pige".

## Klasser af navneord
De fleste indoeuropæiske sprog (dog ikke engelsk) har et grammatisk kønssystem – som hovedregel med to eller tre klasser. Der findes også afrikanske sprog (særligt bantusprog), som har et højere antal klasser. I de tilfælde taler man ikke om køn, men bruger i stedet navneordsklasser, og de bliver holdt adskilt ved nummerering.

## Indoeuropæiske sprog
I de indoeuropæiske sprog omfatter kønnene typisk femininum (hunkøn), maskulinum (hankøn) og neutrum (intetkøn). Sprog som latin, tysk, færøsk og islandsk har stadig disse tre køn, men i mange moderne sprog og deriblandt det latinske sprogs efterkommere (f.eks. fransk og spansk) er intetkøn næsten fuldstændigt forsvundet. I andre sprog er hun- og hankøn smeltet sammen til et fælleskøn. Det gælder f.eks. flere af de skandinaviske sprog. I atter andre sprog kan de oprindelige opdelinger være yderligere opsplittet: tjekkisk opdeler hankøn i levende og ikke-levende.
I almindelige ord står det grammatiske køn ofte i direkte forbindelse med det reelle køn. På spansk er ordet hijo (søn) hankøn, mens hija (datter) er hunkøn, som man kunne forvente. Det kaldes naturligt køn eller logisk køn. Omvendt er der ofte indviklede og tilmed modsigelsesfyldte regler for ords grammatiske køn. På tysk er ord, som ender på -ung (hvad der svarer til "-ing" på dansk), altid hunkøn, mens bilmærkers navne altid er hankøn. Ord, der ender på -lein eller -chen (der betyder –lille) altid intetkøn, hvad der fører til, at Mädchen (lille frøken → pige) er intetkøn.
De gamle romere og deres nutidige, romansktalende efterkommere anser solen for at være hankøn, mens månen skal være hunkøn (jf. udtrykket "fru Luna"). De germanske stammer og vi, som er deres nutidige efterkommere, mener, at det er lige modsat (jf. udtrykket "manden i Månen"). Derfor er sproglige nybegyndere nødt til at betragte det grammatiske køn som noget, der er knyttet til ordet og ikke til den genstand, ordet betegner.
I de indoeuropæiske sprog, der tildeler navneord et køn, svarer dette ofte til bestemte bøjningssystemer. På latin er næsten alle ord i første bøjning hunkøn, når de ender på -a. De vigtigste undtagelser er nogle få ord, som betegner typisk mandlige roller, som nauta = "sømand" eller agricola = "landmand". Tilsvarende er næsten alle ord hankøn og omfattet af anden bøjning, når de ender på -us i navnefald (nominativ), mens ord på -um er intetkøn. Navne på steder og træer er dog hunkøn, som f.eks. ulmus = "elm" og Ægyptus = "Ægypten".

### Dansk
Oprindelig havde dansk som de øvrige skandinaviske sprog tre køn – hankøn, hunkøn og intetkøn – men allerede i middelalderen begyndte hankøn og hunkøn at falde sammen i fælleskøn, og dansk rigsmål har derfor i dag to køn – fælleskøn (fx en bil) og intetkøn (fx et hus). Rigsmålet er baseret på københavnsk, hvor sammenfald mellem hankøn og hunkøn ses så tidligt som 1500-tallet, men mange danske dialekter har bevaret et trekønssystem helt op til vore dage, således fx vendelbomål og bornholmsk (og i lidt ældre tid de fleste ømål). Vestjysk skiller sig omvendt ud ved kun at have ét køn, idet intetkøn her faldt sammen med fælleskøn (en huws, en bijl).
Langt de fleste navneord på dansk har blot ét køn, men der findes dog visse ord, der har to køn, undertiden med betydningsforskel. Således kan fx flute, kompliment og insulin både være fælleskøn (en flute, en kompliment, insulinen) og intetkøn (et flute, et kompliment, insulinet), dog uden at der er nogen betydningsforskel mellem de to former. Omvendt forholder det sig med ord som jalousi, vår og studie, som også kan være begge køn, men med betydningsforskel. Jalousien er en følelse (skinsyge), men et jalousi er en vinduesskærm af tynde lister; våren er foråret, men et vår er et overtræk til puder og dyner; og en studie er et kunstnerisk eller akademisk arbejde af undersøgende natur, medens et studie enten kan være et lokale til optagelse af lyd, video m.m. eller et fag, som studeres.
Visse ord veksler mellem fælleskøn og intetkøn afhængig af om der er tale om en tællelig afgrænset enhed eller udbredt størrelse. Eksempler er øl (en øl eller øllet), vand og lort.
Danske ord kan bevæge sig mellem fælleskøn og intetkøn. Hamster anføres som fælleskøn i ordbøger, men danskere født omkring år 2000 og senere har tendens til intetkøn for ordet, måske som følge af association fra orderne hylster og plaster.
Navneord i fælleskøn kan i nøgen form i en prædikativ konstruktion skifte til intetkøn, for eksempel "politik af hårdt" og "grød er lækkert, sundt, billigt og klimavenligt".

## Andre sprog
Andre sprog har køn, som ikke har spor med biologisk køn at gøre, hvor f.eks. Ojibwa i stedet skelner mellem det levende og det ikke-levende. Også i denne sproggruppe er inddelingen helt vilkårlig, hvad der kan ses af, at "hindbær" regnes for levende, mens "jordbær" anses for at være ikke-levende.

## Sprog uden navneord med kønsmarkering
Disse sprog kan deles i to undergrupper. Den første har stadig tydeligt adskilte køn, men forskellen markeres gennem ændringer i tilknyttede ord – det være sig tillægsord, stedord eller af og til sågar udsagnsord – men ikke hos navneordene selv. Tysk er et eksempel på sprog af denne type, for de fleste navneord røber ikke deres køn direkte, men f.eks. gennem bestemte former af kendeord (artikler) eller tillægsord, som ordene kræver. Ordet Mond (= "måne") er hankøn, men det kan ikke ses direkte. Først når man sætter det sammen med andre ord, afsløres det grammatiske køn: det hedder der Mond (= "månen") og dem hellen Mond (= "for den lyse måne").
Den anden gruppe af sprog har slet ikke grammatisk køn. Et eksempel på dette har man i engelsk, hvor hverken navneord eller udsagnsord har markører, der viser ordets køn. Ordet boy er selvfølgelig semantisk set hankøn, og ordet girl hunkøn, men såvel den bestemte artikel the som tillægsordet tall ("høj") er uændret, uanset hvilket af de to navneord, de er knyttet til. Men selv i sådanne sprog, der ikke opererer med grammatisk køn for navneord, har de personlige stedord ofte helt forskellige former afhængigt af den nævnte persons naturlige køn, idet man vil bruge he ("han") til at vise tilbage til the boy, men she ("hun") til at vise tilbage til the girl. En undtagelse udgør dog sprog som fx finsk, bruger stedordet hän ("han/hun"), uanset om der vises tilbage til en dreng eller en pige.
De kønsmarkerede stedord varierer meget fra sprog til sprog: der findes sprog, som har forskellige stedord i tredje person for at kunne skelne mellem mennesker og ikke-levende genstande. Det gælder f.eks. både ungarsk og finsk, men selv den skelnen bliver ofte udeladt i det talte finsk. Andre sprog som f.eks. japansk har en bred vifte af personlige stedord, som gør det muligt at markere, hvordan den omtalte person står socialt i forhold til den talende.
Det bør understreges, at der sagtens kan findes klare, leksikale markeringer af det naturlige køn i sprog, som ellers ikke har grammatisk kønsmarkering. Det måske mest kendte eksempel ses i esperanto, hvor ordleddet -in- kan bruges til at ændre ethvert ord for et hankønsvæsen, så det i stedet betegner det tilsvarende hunkønsvæsen. Ordet patro (= "far") ændres til patrino (= "mor"). Endelsen forekommer meget ofte, og det får nogen til – fejlagtigt – at tro, at den er markør for grammatisk køn.

## Personnavne
Personnavne har ofte kulturtypiske former, der markerer den nævntes køn. Som et eksempel kan nævnes det oprindeligt hebraiske navn Johannes, der antager vidt forskellige former i forskellige kulturer:
- Sean/Sioned (keltisk)
- John/Jane (germansk)
- Juan/Joanna (romansk)

Dette drejer sig dog igen om det naturlige og ikke nødvendigvis det grammatiske køn.

## Sprog uden markering af grammatisk køn
- Afrikaans
- Engelsk
- Esperanto
- Estisk
- Finsk
- Japansk
- Kinesisk
- Koreansk
- Tyrkisk
- Ungarsk
- Persisk

## Sprog med markering af grammatisk køn
- Arabisk
- Dansk
- Fransk
- Frisisk
- Græsk
- Hebraisk
- Hollandsk
- Italiensk
- Latin
- Lettisk
- Litauisk
- Norsk
- Polsk
- Portugisisk
- Russisk
- Slovakisk
- Slovensk
- Sorbisk
- Spansk
- Svensk
- Tjekkisk
- Tysk

### To grammatiske køn

#### Hankøn og hunkøn
- Arabisk
- Fransk
- Hebraisk
- Italiensk
- Lettisk
- Litauisk
- Spansk
- Portugisisk
- Walisisk

#### Fælleskøn og intetkøn
- Dansk
- Frisisk
- Hollandsk
- Svensk

#### Levende og ikke-levende
Mange amerikanske sprog som f.eks. Navajo

### Tre grammatiske køn

#### Hankøn, hunkøn og intetkøn
- Græsk
- Færøsk
- Islandsk
- Hollandsk
- Latin
- Norsk (bokmål)
- Norsk (nynorsk)
- Oldgræsk
- Polsk
- Rumænsk
- Russisk
- Slovakisk
- Slovensk
- Sorbisk
- Tjekkisk
- Tysk
- Vendelbomål og mange andre danske dialekter

### Flere end tre grammatiske køn
Mange afrikansk sprog (f.eks. bantusproggruppen, swahili, zulu og de nordkaukasiske sprog) I visse tilfælde er "kønnene" så talrige, at man normalt kalder dem for navneordsklasser, særligt da hankøn og hunkøn ofte er underordnet ordklassen "person" enten generelt eller i flertal. Dette ses bl.a. i de nordkaukasiske sprog og i nogle af de dravidiske sprog. 